# Движение за возрождение десяти заповедей Бога
Движение за возрождение десяти заповедей Бога (англ. Movement for the Restoration of the Ten Commandments of God) — апокалиптический культ (по мнению известного исследования сект Александра Дворкина — тоталитарная секта), выделившийся из Римско-католической церкви и основанный бывшей проституткой Кредонией Мвериндой. Секта действовала в Уганде, штаб-квартира располагалась в Канунгу — в 320 километрах от столицы Кампалы.

## Деятельность
Движение за возрождение десяти заповедей Бога было основано бывшей проституткой Кредонией Мвериндой в 1989 году после заявления, что, будучи в трансе на священной горе, от явившейся перед ней Девы Марии она получила приказ стать её вестницей. Вскоре после провозглашения вестницей к Кредонии примкнули первые адепты — состоятельный землевладелец с политическими амбициями Джозеф Кибветере и католический священник Доминик Катарибабо. Общими усилиями эти лица привлекли и вовлекли в деятельность организации несколько сотен человек и переехали на ферму Кибветере. Через некоторое время движение было законно зарегистрировано как неправительственная организация.
После инцидента с женой Кибветере — Терезой, в ходе которого последняя была избита и бежала из секты, по решению Мверинды «база» секты была перемещена в Канунгу (или, по словам Мверинды, «Новый Иерусалим»). В 1993 году у Кибветере закончились деньги, и содержать секту стало не на что. Тогда было принято решение, согласно которому члены секты должны были отдать всё своё имущество, которое было продано, а вырученные деньги направлены на содержание секты. Впоследствии Мвериндой не раз назначалась дата конца света, первая была 9 мая 1995 года, однако она постоянно отодвигалась. После того, как очередная дата конца света не оправдалась, в среде сектантов начались волнения и недовольства, всё чаще стал подниматься вопрос возврата пожертвованных денег, из-за которых члены секты находились в полнейшей зависимости от её лидеров.

### Массовое убийство
После того, как очередная дата — 1 января 2000 года — не принесла обещанного конца света и открыто стали произноситься слова разоблачения, Мверинда объявила окончательную, абсолютную дату конца света — 17 марта 2000 года. После провозглашения этой даты полностью было распродано имущество сектантов, а оставшиеся вещи сожжены. Дома сектантов были объявлены святилищами, а для самых членов был объявлен абсолютный пост вплоть до конца света. Провозглашалось требование о постоянной молитве — кто будет застигнут концом света не в молитве, тот не получит спасения и вечной жизни. В один прекрасный день юному сектанту Питеру Ахимбесибве в приступе многодневного голода удалось бежать из запертого здания, где производились молитвы. Он увидел, как «благословенные Божии» (см. ниже) заколачивают досками окна здания общины. Через некоторое время посредством около 100 галлонов бензина был осуществлён поджог здания вместе с 500 членами секты.
После случившейся трагедии было возбуждено уголовное дело и начато расследование. Первоначальной версией следствия было массовое самоубийство, однако впоследствии полицейские в доме Мверинды обнаружили шесть тел людей, зарубленных топором, а также 81 тело в общей могиле и ещё 47 тел, закопанных в саду Катарибабы. Было установлено, что все жертвы были задушены их же чётками. Согласно показаниям соседей, они видели, как к территории общины, обнесённой высоким забором, подъезжали автобусы с людьми, однако людей возвращалось меньше, чем приезжало. Также около сотни трупов было обнаружено на самой территории.
Кредонии Мверинде удалось скрыться, её видели уезжающей на своей машине на север Уганды.

## Внутренняя организация
Внутренняя организация секты строилась на чёткой иерархии и подчинении общей массы членов секты её лидерам. Реальным лидером была лишь Кредония Мверинда. Члены секты добровольно отдавали своих детей в руки правящим верхам. Дети содержались в старом сарае отдельно от взрослых. Многие из них были тяжело больны и испытывали недостаток питания.
По ночам до самого утра члены секты молились в самодельной церкви «дом Девы Марии». Во время молитв дисциплину поддерживали специальные люди — «благословенные Божии», при нарушении дисциплины нарушителя жестоко избивали.

## Сведения о членах секты
Провозгласившая себя вестницей Девы Марии Кредония Мверинда — бывшая проститутка. Один из сподвижников и первых адептов секты Джозеф Кибветере за несколько лет до вступления в секту был пациентом дневного стационара столичной психиатрической больницы, однако через некоторое время перестал посещать учреждение.
Основную массу сектантов составляли люди, имеющие жизненные трудности или перенёсшие глубокие жизненные потрясения. Также в секте состояли люди, пережившие этнические чистки, и носители СПИДа.
Во время деятельности секты было несколько случаев побега. Например, жена Кибветере Тереза совершила побег после того, как заподозрила мужа в измене с Мвериндой, в связи с чем была жестоко избита. Католический священник Пол бежал из секты вместе с 70 людьми после того, как очередная дата конца света ни к чему не привела. Впоследствии он утверждал, что секта имела связь с Сатаной.

## Идеология
Основой идеологии секты было утверждение того, что близится конец света, всё живое погибнет, а спасутся и избавятся от уничтожения только те, кто является членом секты. Важным аспектом деятельности секты была заранее определённая дата конца света, которая при наступлении указанной даты непременно отодвигалась. Первой такой датой было 9 мая 1995 года. Затем дата события передвинулась на 25 мая. Дата регулярно менялась вплоть до 2000 года.

## Столкновения с общественностью
После того как секта начала принимать в свои круги всё большее количество людей и обратила на себя внимание общественности, лидеры секты были обвинены в ереси и преданы анафеме епископом Джоном Бэптистом Кабуки. В ответ лидеры секты предали анафеме его самого, провозгласив новым епископом Кибветере. Впоследствии Кибветере и Мверинда стали жить в одной комнате, а жена Кибветере Тереза обвинила своего мужа в супружеской измене. Мверинда, разозлённая таким развитием событий, жестоко избила Терезу и сожгла её имущество. Тереза и её сын бежали из секты.